# II. Nofret
II. Nofret ókori egyiptomi királyné a XII. dinasztia idején, II. Amenemhat leánya, II. Szenuszert felesége.
Egyike II. Szenuszert két biztosan ismert feleségének (I. Henemetnoferhedzset mellett; további lehetséges feleségei Henemet és Itaweret, mindannyian egyben testvérei is a fáraónak). Fennmaradt két szobra Taniszban, ma a kairói Egyiptomi Múzeumban találhatóak. Feltehetőleg övé férje kahúni piramiskomplexumának kis piramisa.
Címei: „A király leánya”, „A jogar úrnője”; „A Két Föld úrnője”.